# Chaetexorista eutachinoides
Chaetexorista eutachinoides är en tvåvingeart som först beskrevs av Baranov 1932.  Chaetexorista eutachinoides ingår i släktet Chaetexorista och familjen parasitflugor. Inga underarter finns listade i Catalogue of Life.